# Initiative législative
L'initiative législative est le pouvoir de proposer des lois, que ce soit leur adoption, modification ou abrogation. En principe définie par une constitution, l'initiative législative est souvent attribuée aux parlements, qui, dans la plupart des pays, ont pouvoir de faire des propositions soit seul, soit en partageant ce droit avec le gouvernement.
Dans les systèmes parlementaires, il est commun que le gouvernement (exécutif) et le parlement aient l'initiative législative, mais il peut être restreint au gouvernement et à la  chambre basse du Parlement, ou même au seul gouvernement.
Dans les systèmes congressionnels, l'initiative législative reste au congrès, tel qu'aux États-Unis. Cependant, ceci n'exclut pas le fait que l'exécutif puisse suggérer l'introduction de certaines lois à ses alliés au congrès.

## En France
En France, l'initiative législative appartient au Parlement et au Premier ministre au nom du Gouvernement. Lorsque c'est le Premier ministre qui est à l'initiative de la loi, on parle de projet de loi ; et lorsque c'est le parlement qui en est à l'initiative, on parle de proposition de loi.

## En Suisse
En Suisse, au niveau fédéral, l'initiative législative appartient à chaque membre de l'Assemblée fédérale, aux commissions de l'Assemblée fédérale, aux groupes parlementaires, aux cantons (initiative du canton, en général faite directement par le législatif cantonal), qu'au Conseil fédéral. L'initiative législative populaire au niveau fédéral a été proposée en votation populaire en 1958 par le parti socialiste, mais a été refusé. Elle était également présente dans la nouvelle constitution de 1999, sous le nom d’initiative populaire générale, mais a été supprimée sans avoir été utilisée en 2009. Le peuple suisse ne dispose donc au niveau fédéral que de l'initiative constitutionnelle, appelée initiative populaire.
Au niveau cantonal, l'initiative appartient en général aux exécutifs et législatifs cantonaux. La plupart des cantons prévoient également que le peuple dispose de l'initiative législative, qui peut se faire via un projet concret (dit « projet rédigé ») ou en termes généraux, le législative devant ensuite rédiger et adopter une loi correspondante.
Le même système existe dans de nombreuses communes.

## Dans l'Union européenne
La Commission européenne détient l'initiative législative au sein de l'Union européenne,. Dans le cadre de la procédure législative, le Conseil ne prend de décisions que sur proposition de la Commission aux côtés du Parlement.
Le droit d'initiative est également partagé avec d'autres institutions :
- avec les États membres, en matière de politique étrangère et de sécurité commune[5],[6],[7] ;
- avec la Banque centrale européenne, en matière d'union économique et monétaire[5].

Dans les faits, seules 5 à 15 % des propositions de la Commission émanent d'elle directement, c'est-à-dire de recherches autonomes,,. La plupart des éléments à l'origine d'une initiative sont :
- les obligations juridiques découlant de traités internationaux ;
- le renouvellement des politiques pluriannuelles ;
- des demandes faites par les autres institutions (États membres, Parlement européen, Conseil) ;
- des lignes directrices du Conseil européen, qui depuis son institutionnalisation « invite la Commission à agir ». Selon Höing et Wessels, cela a été le cas de 53 % des conclusions du Conseil européen en 2011[11].

## Sources

## Compléments